# Àgora (València)

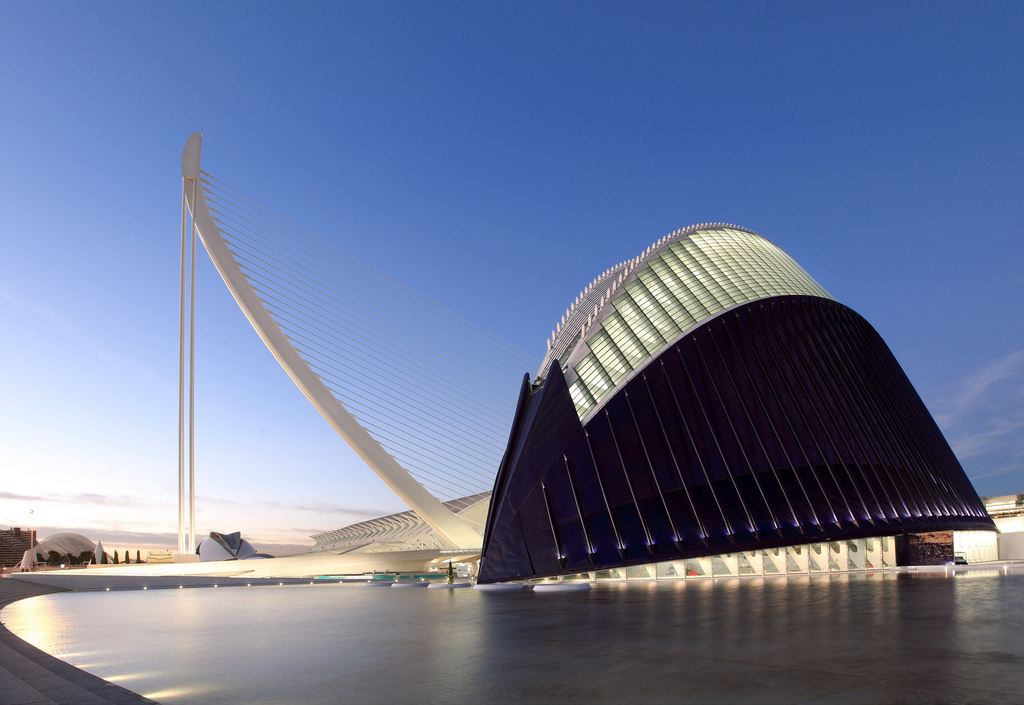
L'Àgora, amb el pont de l'Assut de l'Or i la resta d'edificis de la Ciutat de les Arts i les Ciències al fons

L’Àgora és un edifici situat al conjunt de la Ciutat de les Arts i les Ciències de València. El seu disseny, com el de la resta del conjunt, és de l'arquitecte valencià Santiago Calatrava i fou inaugurat oficialment el novembre de 2009 tot i que la construcció no està finalitzada.

## Edifici
L'edifici, com el mateix nom (en referència a l'àgora de les ciutats de l'antiga Grècia), emula una gran plaça coberta i que ha estat dissenyat per tal d'acollir congressos, convencions, concerts i representacions. Com la resta d'edificis del conjunt de la Ciutat de les Arts i les Ciència, l'Àgora reuneix elements arquitectònics característics de l'autor Santiago Calatrava com el predomini del color blanc, el trencadís per al revestiment i els grans espais diàfans.
L'Àgora, situat entre el pont de l'Assut de l'Or i l'Oceanogràfic, és una estructura metàl·lica de planta similar a una el·lipse apuntada d'uns 88 metres de llarg per 66 d'ample i l'àrea coberta és d'aproximadament d'uns 4.811 metres quadrats. Aquest gran espai interior es concep com una plaça pública coberta, de planta diàfana, a nivell dels estanys i passejos adjacents. El revestiment de la coberta fixa, que tancada aconsegueix una altura màxima d'uns 70 metres sobre rasant, es fa mitjançant panells de vidre, i la zona inferior, mitjançant panells opacs folrats de trencadís.

## Crítiques
Des del principi, l'edifici ha estat objecte de crítiques, a més de pels elevats sobrecostos durant la seua construcció i el retard i la paralització de l'obra, la manca de funcionalitat i ús de l'edifici.
Des de la seua inauguració ha allotjat la celebració de les diverses edicions del campionat de tennis Valencia Open 500, de la Setmana de la Moda de València i alguna edició de la Campus Party.